# Pálmi Rafn Pálmason
Pour les articles homonymes, voir Pálmason.
Pálmi Rafn Pálmason (né le 9 novembre 1984) est un footballeur international islandais. Il évolue au poste de milieu de terrain reconverti entraîneur. 

## Carrière

### En club
Pálmi Rafn Pálmason commence sa carrière dans le club de Völsungur Húsavík avant de rejoindre le club voisin du KA Akureyri. En 2006 il signe au Valur Reykjavík où il devint champion d'Islande à la fin de la saison 2007.
Depuis juillet 2008 et pour 3 ans et demi, il évolue au club norvégien de Stabæk Fotball avec lequel il est devenu champion en 2008.

### En sélection
Il commence sa carrière internationale en février 2008 lors d'un match amical contre la Biélorussie.

## Palmarès
Valur Reykjavík
- Champion d'Islande (1) : 2007
- Vainqueur de la Coupe de la Ligue islandaise (1) : 2008
- Vainqueur de la Supercoupe d'Islande (1) : 2008

 Stabæk Fotball
- Champion de Norvège (1) : 2008
- Vainqueur de la Supercoupe de Norvège (1) : 2009